# ポール・バターフィールズ・ベター・デイズ (アルバム)

ポール・バターフィールズ・ベター・デイズ (Paul Butterfield’s Better Days)は、ポール・バターフィールドがポール・バターフィールド・ブルース・バンドを解散し、新たに結成したグループ、ポール・バターフィールズ・ベター・デイズによる1973年リリースのファースト・アルバム。

## 概要
1971年、バターフィールドはポール・バターフィールド・ブルース・バンドを解散し、ニューヨーク州のウッドストックに行き、そこで出会ったミュージシャンたちと新ユニット「ポール・バターフィールズ・ベター・デイズ」を結成。本作は同ユニットによるファースト・アルバムで、それまでのバターフィールドよりもよりルーツ・ロック色を感じさせるサウンドが特徴となっている。

## 収録曲
1. ニュー・ウォーキン・ブルース "New Walkin' Blues” (Robert Johnson) - 4:54
2. 愛する人が欲しくて "Please Send Me Someone To Love” (Percy Mayfield) - 5:08
3. ブローク・マイ・ベイビーズ・ハート "Broke My Baby's Heart” (Ronnie Barron) - 5:13
4. ダーン・ア・ロット・オブ・ロング・シングス "Done A Lot Of Wrong Things" (Bobby Charles) - 3:54
5. ベイビー・プリーズ・ドント・ゴー "Baby Please Don’t Go"  (Big Joe Williams) - 3:33
6. 生きながらブルースに葬られ "Buried Alive In The Blues" (Nick Gravenites) - 3:43
7. ルール・ザ・ロード "Rule The Road" (Eric Von Schmidt) - 4:13
8. 私の罪 "Nobody's Fault But Mine" (Nina Simone) - 3:37
9. ハイウェイ28 "Highway 28" (Rod Hicks) - 3:10

## 参加ミュージシャン
- ポール・バターフィールド Paul Butterfield - ヴォーカル、ハーモニカ
- ビリー・リッチ Billy Rich - ベース
- クリストファー・パーカー Christopher Parker - ドラムス
- エイモス・ギャレット Amos Garrett - ギター、バック・ヴォーカル
- ロニー・バロン Ronnie Barron - オルガン、ピアノ、ヴォーカル
- ジェフ・マルダー Geoff Muldaur - ギター、スライド・ギター、ピアノ、ビブラフォン、ヴォーカル
- ボビー・チャールズ Bobby Charles、デニス・ウィテッド Dennis Whitted、マリア・マルダー Maria Muldaur - バック・ヴォーカル
- デイヴィッド・サンボーン David Sanborn - アルトサックス
- ジーン・ディンウィディ Gene Din Widdie - テナーサックス
- J.D.パラン J.D. Parran - テナーサックス
- サム・バーティス Sam Burtis - トロンボーン
- ゲイリー・ブロックス Gary Brocks - トロンボーン
- ピーター・エクルンド Peter Ecklund - トランペット